# Jan Koukal (politik)
Jan Koukal (* 29. července 1951 Brno) je bývalý politik Občanské demokratické strany, primátor Prahy v letech 1993–1998, senátor v letech 1996–1998. V letech 2006–2012 byl velvyslancem České republiky v Rakousku.

## Vzdělání a osobní život
Vystudoval teoretickou fyziku na Matematicko-fyzikální fakultě Univerzity Karlovy v Praze.
Je ženatý (manželka Lucie) a má tři děti.

## Politická činnost
V roce 1993 se stal pražským primátorem, kterým zůstal až do roku 1998. Magistrát v té době mimo jiné rozhodl o převzetí Royal Banky CS. Název společnosti byl v lednu 1995 změněn na První městská banka a Koukal se stal na několik let předsedou dozorčí rady.
Při vzniku Senátu byl v roce 1996 hned v prvním kole ziskem 54,13 % hlasů zvolen na dva roky senátorem za obvod Praha 6. V senátních volbách roku 1998 byl ve druhém kole poražen svým bývalým spolustraníkem, předsedou Unie svobody Janem Rumlem, když získal 34,44 % hlasů. Přestože byl v roce 1998 leaderem komunální pražské kandidátky za ODS, neucházel se o post primátora v dalším období, když získal z kandidátů ODS ve svém volebním obvodě nejnižší počet hlasů, ale vlivem volebního systému byl i tak zvolen.
V roce 2016 kandidoval ve volbách do Senátu PČR jako nestraník za Stranu soukromníků České republiky v obvodu č. 19 – Praha 11; se ziskem 2,89 % hlasů skončil na 9. místě a do druhého kola nepostoupil.

## Manažerské funkce a podnikání
Působil v dozorčích radách několika společností (Pražská plynárenská, Golf Praha) a soukromě podnikal.[zdroj?]
Po odchodu z politických funkcí začal pracovat ve firmě Eltodo. Od 1. února 1999 začal podle sdělení mluvčího Eltoda Jana Rafaje pracovat jako ředitel technického úseku, ač sám to popíral. Od 19. dubna 1999 se stal prvním ředitelem firmy ELTODO Dopravní systémy s. r. o., společného podniku firem Eltodo a Siemens, který „pokračuje v aktivitách v oblasti dopravních a tunelových systémů“.
Působení Jana Koukala ve firmě Eltodo, která v době jeho primátorského působení získala od Prahy dlouhodobou zakázku na správu a údržbu veřejného osvětlení a hodin, bylo v médiích a ve výstupech sdružení bojujících proti korupci kritizováno, přestože firma Eltodo vyhrála v řádném výběrovém řízení. Firma Eltodo byla zmiňována také mezi údajnými sponzory Občanské demokratické strany, jejichž dary (řádově v desetitisících korun) v účetnictví ODS nefigurovaly. Prezident Eltoda Libor Hájek v červenci 1998 potvrdil, že Eltodo dělá pro ODS zadarmo různé práce (například ozvučení předvolebního mítinku ODS), ale o dva měsíce později to popřel.

## Úřednické funkce
V letech 2004–2006 působil jako ředitel pražské agentury (Pražského domu) při Evropské unii v Bruselu.
Od 28. listopadu 2006 do prosince 2012 byl velvyslancem České republiky v Rakousku; do této funkce ho navrhl v roce 2005 premiér Jiří Paroubek a o jmenování do této funkce se hovořilo již od srpna 2005.